# Stadio Železarnica
Lo Stadio Železarnica (in macedone Стадион Железарница?, Stadion Železarnica) è uno stadio situato a Skopje, capitale della Macedonia del Nord, usato maggiormente per partite di calcio. È lo stadio di casa dell'FK Metalurg e dell'FK Skopje.
Il Metalurg gioca le gare casalinghe di campionato al Centro di allenamento Petar Miloševski, in quanto lo stadio non soddisfa i requisiti della lega. La capienza dello stadio è di 4 000 spettatori.